# نهاية أسبوع قذرة (فلم 1993)
نهاية أسبوع قذرة (بالإنجليزية: Dirty Weekend) فيلم بريطاني من إخراج مايكل وينر، مأخوذ من رواية بنفس الاسم للروائية الإنجليزية هيلين زاهافي. وحظر الفيلم لمدة سنتين من قبل المجلس البريطاني لتصنيف الأفلام بسبب محتواه الجنسي والعنيف.

## روابط خارجية
- مقالات تستعمل روابط فنية بلا صلة مع ويكي بيانات
- المطقع الترويجي